# Liješeva
Liješeva (en cyrillique : Лијешева) est un village de Bosnie-Herzégovine. Il est situé dans la municipalité de Visoko, dans le canton de Zenica-Doboj et dans la fédération de Bosnie-et-Herzégovine. Selon les premiers résultats du recensement bosnien de 2013, il compte 403 habitants.

## Démographie

### Évolution historique de la population dans la localité
| 1948 | 1953 | 1961 | 1971 | 1981 | 1991 | 2013 |
| ---- | ---- | ---- | ---- | ---- | ---- | ---- |
| -    | -    | 334  | 322  | 434  | 408  | 403  |

|  |

### Communauté locale
En 1991, la communauté locale de Liješeva comptait 897 habitants, répartis de la manière suivante :